# Осечно (Вышневолоцкий район)
Осечно (карел. Osis’noi) — село в Вышневолоцком городском округе Тверской области. 

## География
Село расположено между двух озер Судомля и Клещино в 33 км на восток от города Вышний Волочек.

## История
В 1795 году в селе была построена каменная Троицкая церковь с 5 престолами, распространена в 1820 году.
В конце XIX — начале XX века село являлось центром Осеченской волости Вышневолоцкого уезда Тверской губернии.
С 1929 года село являлось центром Осеченского сельсовета Вышневолоцкого района Тверского округа Московской области, с 1935 года — в составе Калининской области, с 2005 года — в составе Дятловского сельского поселения, с 2019 года — в составе Вышневолоцкого городского округа.

## Население
| 1859 | 1989 | 2002 | 2010 |
| ---- | ---- | ---- | ---- |
| 53   | ↗254 | ↘198 | ↘168 |

## Достопримечательности
В селе расположена действующая Церковь Троицы Живоначальной (1795).